# بيير جاسلي
بيير جاسلي (بالفرنسية: Pierre Gasly)‏ (مواليد 7 فبراير 1996) هو سائق فرنسي يشارك في مسابقة فورمولا 1 تحت العلم الفرنسي،ظهر بيير لأول مرة في الفورومولا 1 في 2017 مع فريق سكودريا ألفا توري.

## روابط خارجية
- بيير جاسلي على موقع Racing-Reference.info (الإنجليزية)
- بيير جاسلي على موقع DriverDB.com (الإنجليزية)
- بيير جاسلي على موقع AS.com (الإسبانية)